# مايك هنري (ممثل)
مايك هنري (بالإنجليزية: Mike Henry) هو لاعب كرة قدم أمريكية وممثل أمريكي، ولد في 15 أغسطس 1936 بلوس أنجلوس في الولايات المتحدة.

## أعمال

### أفلام
- (1974) أطول يارد[3]

### مسلسلات
- بنات غيلمور

## وصلات خارجية
- مايك هنري على موقع IMDb (الإنجليزية)
- مايك هنري على موقع ألو سيني (الفرنسية)
- مايك هنري على موقع أول موفي (الإنجليزية)
- مايك هنري على موقع قاعدة بيانات الأفلام السويدية (السويدية)
- مايك هنري على موقع إن إن دي بي (الإنجليزية)
- مايك هنري على موقع قاعدة بيانات الفيلم (الإنجليزية)
- مايك هنري على موقع كينوبويسك (الروسية)